# Оделока
Оделока (порт. Ribeira de Odelouca) — река в Португалии, в округе Фару, в провинции Алгарви. Впадает в реку Араде около города Силвиш. Длина реки около 83,7 км..
Начинается в горах Серра-ду-Калдейран, пересекает гряду Серра-ди-Моншики и впадает в реку Араде в 8 км выше её впадения в Атлантический океан.
Река протекает по территории муниципалитетов Силвеш, Портиман, Моншике, Лагоа.
Севернее слияния с рекой Моншике перекрыта плотиной высотой 76 м, образуя водохранилище объёмом 100 млн м³.